# کتاب‌شناسی محمود احمدی‌نژاد
این فهرستی از تألیفات محمود احمدی‌نژاد و کتاب‌ها دربارهٔ او است.

## اثر احمدی‌نژاد
- آمریکانیسم در چالش: متن کامل سخنان محمود احمدی‌نژاد در جمع اعضای شواری روابط خارجی آمریکا. مشخصات نشر: تهران: شرکت انتشارات علمی و فرهنگی، ۱۳۸۶.
- اسراییل؛ کانون ناامنی: مواضع ضد صهیونیستی رئیس‌جمهوری اسلامی ایران محمود احمدی‌نژاد/به کوشش حسین عبدلی. مشخصات نشر: تهران: مضراب، ۱۳۹۰.
- ایثارگران چلچراغ هدایت بشری: ایثار و شهادت در سخنان محمود احمدی‌نژاد (۱۳۸۴–۱۳۸۸)/ به اهتمام حسین رمادان؛ زیرنظر علی‌اکبر رضایی. مشخصات نشر: تهران: ریاست جمهوری، مرکز پژوهش و اسناد، نشر جمهور، ۱۳۹۰.
- تجلی گفتمان عدالت و معنویت در مدیریت جهانی: مجموعه سخنرانی‌های محمود احمدی‌نژاد در مجمع عمومی سازمان ملل متحد و کنفرانس بین‌الملل خلع سلاح/ گردآوری و تدوین مرکز پژوهش و اسناد ریاست جمهوری؛ مترجمان قیس آل قیس (عربی)، الهام سروندی (انگلیسی)؛ ویراستار حسین رمادان. مشخصات نشر: تهران: ریاست جمهوری، مرکز پژوهش و اسناد، نشر جمهور، ۱۳۸۹.
- تجلی هویت ایرانی در نیویورک/محمود احمدی‌نژاد. وضعیت ویراست: [ویراست ۲] مشخصات نشر: تهران: ریاست جمهوری، مرکز پژوهش و اسناد، نشر جمهور، ۱۳۸۶.
- تونل به زبان ساده/ محمود احمدی‌نژاد؛ حسین صالح زاده مشخصات نشر: تهران: دانشگاه علم و صنعت ایران، ۱۳۸۲
- حقیقت؛ گوهر گمشده جهان سیاست: نشست پرسش و پاسخ رئیس‌جمهوری اسلامی ایران در دیدار گروهی از نخبگان کانونهای اندیشه در آمریکا. مشخصات نشر: تهران: ریاست جمهوری، مرکز پژوهش اسناد، نشر جمهور، ۱۳۸۷
- دولت ایرانی - اسلامی: سیری در مبانی و مؤلفه‌های تکوین دولت بومی در آرای محمود احمدی‌نژاد… / گردآوری و تدوین مرکز پژوهش و اسناد ریاست جمهوری (معاونت ارتباطات و اطلاع‌رسانی). مشخصات نشر: تهران:ریاست جمهوری، مرکز پژوهش و اسناد، نشر جمهور، ۱۳۸۷
- دیپلماسی‌نامه: نامه‌های رئیس‌جمهوری اسلامی ایران به سران کشورها… /با مقدمه حمید مولانا. مشخصات نشر: تهران: ریاست جمهوری مرکز پژوهش و اسناد، نشر جمهور، ۱۳۸۷
- راهنمای طراحی و ایمن‌سازی پایه علائم راه: شرکت مهندسی مشاوران رهروان عمران؛ مدیر پروژه حسین قهرمانی؛ ناظر محمود احمدی‌نژاد. مشخصات نشر: تهران وزارت راه و ترابری، معاونت آموزش تحقیقات و فناوری پژوهشکده حمل و نقل، ۱۳۸۴
- زن و خانواده در اندیشه رئیس دولت مهر / کاری از گروه مشاوران جوان مرکز امور زنان و خانواده [ ریاست جمهوری ]. مشخصات نشر: تهران: ریاست جمهوری، مرکز امور زنان و خانواده، ۱۳۸۹
- سخنان محمود احمدی‌نژاد در جلسه هیئت دولت و استانداران آبان ۸۵/تدوین‌کننده حسین حسینی‌نژاد. مشخصات نشر: تهران: ریاست جمهوری اسلامی ایران، دفتر هیئت دولت، ۱۳۸۵
- عدل و صلح (گفتارهای رئیس‌جمهوری اسلامی ایران در چهارمین سفر کاری به آمریکا)/تدوین گروه پژوهش‌های راهبردی؛ با مقدمه حمید مولانا؛ ویراستار بهنام صدری و همکاران. مشخصات نشر: تهران: ریاست جمهوری. مرکز پژوهش و اسناد، نشر جمهور، ۱۳۸۷
- عیدانه: سخنرانی محمود احمدی‌نژاد شهرداری تهران در جمع عمومی کارکنان شهرداری مشخصات نشر: تهران مؤسسه نشر شهر
- فروپاشی اسطوره هولوکاست: سیری در آراء و اندیشه‌های محمود احمدی‌نژاد رئیس‌جمهوری اسلامی ایران پیرامون فلسطین و رژِیم اشغالگر قدس / به اهتمام علیرضا سلطانشاهی؛ [برای مرکز پژوهش و اسناد ریاست جمهوری ]. مشخصات نشر: تهران: ریاست جمهوری، مرکز پژوهش و اسناد، نشر جمهور، ۱۳۸۸
- گزیده دیدگاه‌های احمدی‌نژاد. /[حوزه مشاوران جوان ریاست جمهوری]. مشخصات نشر: تهران: ریاست جمهوری، حوزه مشاوران جوان، ۱۳۸۶.
- گفتمان عدالت در جهان جدید: مجموعه سخنرانی‌های محمود احمدی‌نژاد رئیس‌جمهوری اسلامی ایران در اجلاس منطقه‌ای و بین‌المللی (از اجلاس هزاره سازمان ملل متحد تا بیانیه تهران) / با مقدمه منوچهر متکی؛ گردآوری و تدوین مرکز پژوهش و اسناد ریاست جمهوری، گروه مشاوران جوان وزارت امور خارجه؛ زیر نظر فرهاد زیویار. مشخصات نشر: تهران: ریاست جمهوری، مرکز پژوهش و اسناد، نشر جمهور، ۱۳۸۹
- مطالعات حمل و نقل ترجمه و تألیف حمید بهبهانی، محمود احمدی‌نژاد، محسن ابوطالبی اصفهانی. مشخصات نشر: اصفهان دانش پژوهان برین ارکان، ۱۳۸۴.
- مهدویت و صلح کل: امام زمان عجه‌الله تعالی فرجه‌الشریف از دیدگاه محمود احمدی‌نژاد /محمود احمدی‌نژاد. مشخصات نشر: تهران: ریاست جمهوری، مرکز پژوهش و اسناد، ۱۳۸۷
- ندای رحمت: متن کامل نامه محمود احمدی‌نژاد به جرج بوش رئیس‌جمهوری آمریکا. مشخصات نشر: قم: تجرید، ۱۳۸۵.
- نگاهی تازه به مقابله با زلزله: اتاق امن / تألیف موسی مظلوم، محمود احمدی‌نژاد، علی‌اکبر محرابیان. مشخصات نشر: تهران دانشگاه علم و صنعت ایران، ۱۳۸۴
- گفتمان جهانی عدالت و معنویت: نگاهی به مواضع محمود احمدی‌نژاد در زمان ریاست جمهوری پیرامون روابط حاکم بر نظام بین‌الملل و راهکارهای اصلاح آن/مؤلفان مهدی عباسی، حسین عبدلی. مشخصات نشر: تهران: مضراب، ۱۳۹۱.
- بی‌پرده با احمدی‌نژاد: گفت‌وگوی محمدرضا تقوی‌فرد با دکتر محمود احمدی‌نژاد. تهران: هم قلم. ۱۳۹۸. شابک ۹۷۸-۹۶۴-۷۲۸۶-۱۴-۵.[۱]

## دربارهٔ احمدی‌نژاد
- روانشناسی سیاسی احمدی‌نژاد /نویسندگان: سید صادق حقیقت، حسن نعمتی. تهران: نشرنگاه معاصر، ۱۴۰۳
- احمدی‌نژاد، معجزه هزاره سوم/ت‍ال‍ی‍ف و گ‍ردآوری ف‍اطم‍ه رج‍ب‍ی. ت‍ه‍ران: دان‍ش آم‍وز، ۱۳۸۵
- Yonah Alexander and Milton Hoenig, The New Iranian Leadership: Ahmadinejad, Terrorism, Nuclear Ambition, and the Middle East (Praeger Security International, 2008)
- Ahmadinejad: The Secret History of Iran's Radical Leader. by Kasra Naji Berkeley: University of California Press, 2008